# Đồ Bàn
Đồ Bàn ou Vijaya (sanskrit विजया, vietnamien signifiant : Victoire), également connue sous le nom d' ancienne citadelle de Cha Ban (Tra Ban), est la capitale du peuple Degar du Champa, aujourd'hui située dans la commune de Nhơn Hậu, à 27 km au nord-ouest de Quy Nhon (province de Binh Dinh) au Vietnam. 

## Histoire
Après que l'ancienne capitale Indrapura a été attaquée et détruite par l'armée de Lê Đại Hành du Đại Cồ Việt en 982, la cour du Champa se réfugie dans le Sud. Lưu Kế Tông, un général de Lê Đại Hành, reste et dirige la région Cham du nord, de Quang Binh à l'actuelle Quang Nam.
Au Sud, le peuple Cham intronise un chef nommé Harivarman II en 988. Il fait de Vijaya sa capitale. Après la mort de Lưu Kế Tông, les Vietnamiens se retirent des terres du Nord. Harivarman II reprend le contrôle de la région et transfère sa capitale à l'ancienne Indrapura,. Cependant, vers 999, le roi suivant, Sri Vijaya Yangkupu, transfère définitivement la capitale à Vijaya. Ce transfert est mentionné dans l'histoire des Song lors de l'arrivée des envoyés du Champa en Chine, sous la dynastie Song, en 1005.
Au cours des cinq siècles où elle est la capitale, Vijaya subit de nombreuses attaques du Dai Viet, du Chenla, du Siam et des Yuan-Mongols. Les Khmers attaquent à plusieurs reprises. Il y a des périodes où Vijaya est sous le règne de Chenla de 1145 à 1149 et de 1190 à 1192. Le Siam sous la dynastie Sukhothai contribue également à la bataille de 1313 mais se retire plus tard en raison de l'intervention de la dynastie Tran (Dai Viet). Les Yuan-Mongols attaquent Vijaya en 1283. Mais la plupart des attaques proviennent toujours des dynasties Dai Viet, les statistiques montrent que Vijaya a été attaquée par le Dai Viet dans les années 1044, 1069, 1074 (dynastie Ly), 1252, 1312, 1377 (dynastie Tran), 1403 (dynastie Hồ), 1446, 1471 (dynastie Lê). La bataille de la citadelle de Vijaya en 1471 avec l' armée Le (Dai Viet) a également mis fin à l'existence, après 5 siècles en tant que capitale, de Vijaya. Champa perd complètement le Nord au profit du Dai Viet et se retire dans la zone au sud du col de Cù Mông.

## Description

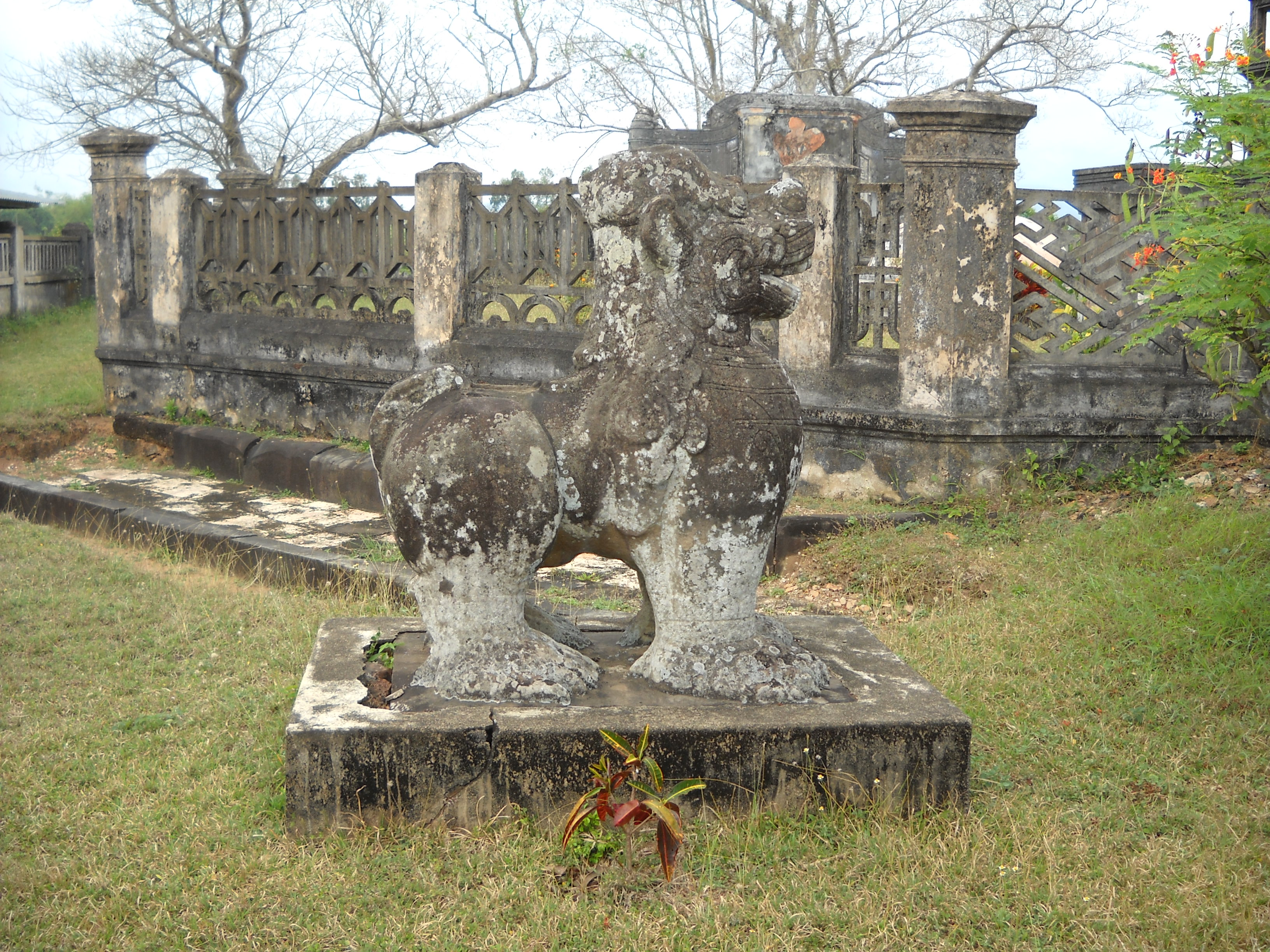
Vestiges du lion de pierre de Champa dans la citadelle de Vijaya.

Vijaya est située dans l'actuelle commune de Nhon Hau. À environ 2 km de la route nationale 1, la citadelle est située sur un terrain élevé par rapport aux champs environnants.
Selon les documents de Doanh Nhai Thang Lam de Ma Doan, l'interprète de Zheng He (dynastie Ming, Chine) qui arrive à Vijaya vers 1413, la capitale du Champa à cette époque est décrite comme suit :
« [...] Entourée de remparts de pierre, la capitale est accessible par quatre portes gardées par des soldats. Le palais du roi est haut et large, son toit est couvert de petites tuiles en forme de bouclier ; les quatre murs d'enceinte sont richement décorés de briques et de mortier, d'une grande finesse. Les portes sont en bois dur, sculptées de figures d'animaux sauvages et de bétail. Les maisons de la ville ont des toits de chaume, et la hauteur des avant-toits (mesurée à partir du sol) ne dépasse pas trois mètres. Il faut donc baisser la tête pour entrer et sortir, et toute personne trop grande est très gênante. »
Vijaya est la capitale du Champa pendant cinq siècles, de 999 à 1471. Durant cette période, les rois Cham construisent de nombreuses structures dans la capitale, dont huit tours subsistent aujourd'hui.
À la suite de conflits avec le Dai Viet, le Champa perd progressivement ses villes du nord : Indrapura, Amaravati, puis en 1471, Vijaya elle-même est assiégée par l'armée du roi Le Thanh Tong. L'armée Le est vaincue après une bataille sanglante. Selon le Đại Việt sử ký toàn thư (vi), l'armée vietnamienne capture plus de 30 000 Champa, dont le roi Tra Toan, et 40 000 soldats Champa meurent au combat. Đồ Bàn est abandonnée dès lors.
Ce n'est qu'à la fin du XVIIIe siècle que le roi de la dynastie Tây Sơn Nguyễn Nhạc ordonne la construction de la citadelle impériale sur les anciennes fondations de la citadelle de Vijaya pour en faire la capitale. En 1799, le seigneur Nguyen Phuc Anh reprend la citadelle impériale et la rebaptise citadelle de Binh Dinh. Sous la dynastie Gia Long, en 1816, le roi fait démolir la citadelle de Binh Dinh et transfère la capitale à Quy Nhon.
De nos jours, les seuls vestiges de la dynastie Champa à Vijaya sont une paire de lions en pierre, sculptés dans le style artistique Binh Dinh des XIIe-XIVe siècles ainsi que la tour Canh Tien, l'un des styles artistiques des tours Cham.
Il demeure encore des remparts en latérite et des douves sèches. À l'intérieur de la citadelle, se trouve aussi des allées pavées de marbre, un puits carré, une statue d'éléphant en pierre et, à côté de la porte arrière, la colline de Thap Thap.
La tour Canh Tien est haute de près de 20 mètres. Elle est ornée d'une statue de serpent en pierre blanche, d'un éléphant en pierre et de nombreuses statues de monstres à son angle. L'architecture de cette tour est considérée comme typique du style Binh Dinh, datant de la seconde moitié du XIe siècle au début du XIIe siècle, sous le règne des rois Harivarman IV (1074-1081) et Harivarman V (1113-1139).
Au nord de la citadelle se trouve la pagode Thap Thap Di Da (construite sur les fondations de dix anciennes tours Cham) ; au sud se trouve la pagode Nhan Thap. La région de Do Ban conserve de nombreux vestiges liés à la culture Champa et au mouvement Tay Son, tels que les tombeaux de Vo Tanh et de Ngô Tùng Châu (vi), ainsi que l'ancienne porte de la citadelle.
Le mausolée abrite une ancienne tour octogonale, sur laquelle est gravée une stèle de pierre illustrant les exploits de Ngo Tung Chau et Vo Tanh (1800). La stèle, en pierre blanche, a été exposée au vent et à la poussière du temps, à tel point que les caractères chinois gravés ont été effacés.